# Шоу, Билл Кеннеди
Уильям (Билл) Бойд Кеннеди Шоу (англ. William "Bill" Boyd Kennedy Shaw; 26 октября 1901 Теффонт-Магна, Уилтшир — 23 апреля 1979 Личфилд, Стаффордшир) — британский офицер, археолог, ботаник, автор книги «Группа дальней разведки пустыни» (1945). Во время Второй мировой войны состоял в британском разведывательно-диверсионном подразделении LRGD.

## Биография

### Довоенные годы
Билл Кеннеди Шоу родился 26 октября 1901 года в семье полковника Ф. С. Кеннеди-Шоу из Теффонт-Магна, Уилтшир, получил образование в колледже Рэдли. В довоенные годы Билл Кеннеди Шоу изучал археологию и ботанику, курировал Израильский музей.
В 1935 году возглавил автомобильную экспедицию, которая прошла через Ливийскую пустыню между Эль-Фашером и Сивой. Во время этой экспедиции была обнаружена серия широких поперечных долин и расписная скала Магарет эль-Кантара.
Полученные данные во время этой экспедиции существенно помогли британцам во время Североафриканской кампании Второй мировой войны

### Вторая мировая война
Начало войны застал на колониальной службе в Палестине. В сентябре 1939 года Шоу написал в Ближневосточное командование с предложением служить в области, в которой у него был большой опыт, но ему ответили, что считают нецелесообразным отрывать его от работы, которую он тогда выполнял — помогал цензурировать палестинские газеты.
В июне 1940 года Ральф Бэгнольд приехал в Иерусалим и предложил Биллу Шоу присоединиться к разведывательно-диверсионному подразделению LRGD. Через две недели Билл Кеннеди Шоу ушел из колониальной службы в LRGD. В составе LRDG Шоу участвовал в Североафриканской кампании.
После окончания Североафриканской кампании в 1943 году Шоу покинул LRGD и продолжил воевать в составе Особой воздушной службы(SAS) на Западном фронте, где получил звание майора.

## Награды
- В 1940 году награжден Французским военным крестом.[4]
- В 1943 году награжден Мемориалом Джилля Королевского географического общества.[5]
- Награжден Бельгийским военным крестом 1 степени[6]
- В 1952 году награжден офицерским званием офицера ордена Оранских-Нассау королевой Нидерландов Юлианой.[7]